# Municipio de Jefferson (condado de Pike)
El municipio de Jefferson (en inglés: Jefferson Township) es un municipio ubicado en el condado de Pike en el estado estadounidense de Indiana. En el año 2010 tenía una población de 1814 habitantes y una densidad poblacional de 13,18 personas por km².

## Geografía
El municipio de Jefferson se encuentra ubicado en las coordenadas 38°28′19″N 87°8′33″O / 38.47194, -87.14250. Según la Oficina del Censo de los Estados Unidos, el municipio tiene una superficie total de 137.61 km², de la cual 135,99 km² corresponden a tierra firme y (1,18 %) 1,62 km² es agua.

## Demografía
Según el censo de 2010, había 1814 personas residiendo en el municipio de Jefferson. La densidad de población era de 13,18 hab./km². De los 1814 habitantes, el municipio de Jefferson estaba compuesto por el 98,9 % blancos, el 0,17 % eran afroamericanos, el 0,11 % eran asiáticos, el 0,5 % eran de otras razas y el 0,33 % eran de una mezcla de razas. Del total de la población el 1,1 % eran hispanos o latinos de cualquier raza.